# Martel Schwichtenberg

Martel Schwichtenberg – Selbstbildnis (1924)

Martel Schwichtenberg (eigentlich Justine Adele Martha Schwichtenberg, * 5. Juni 1896 in Hannover; † 31. Juli 1945 in Sulzburg) war eine deutsche Malerin und Grafikerin.

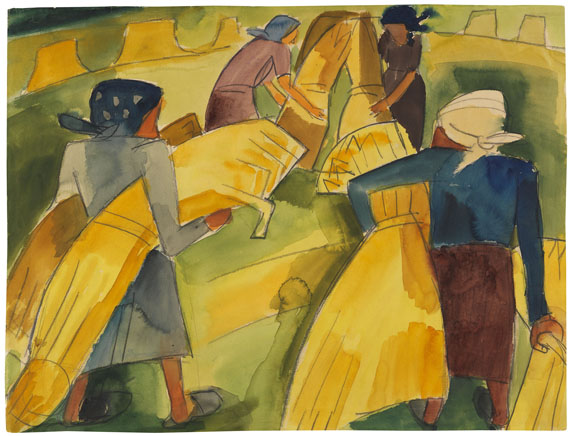
Frauen bei der Ernte (1922)

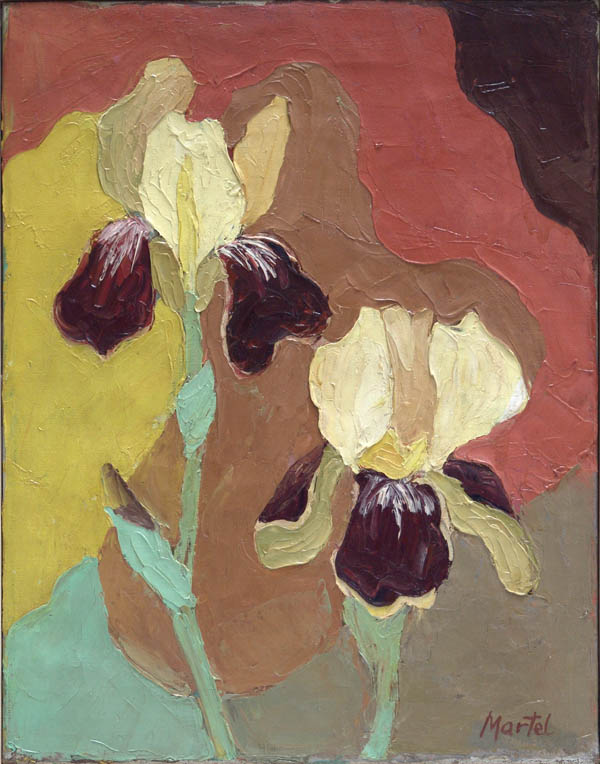
Zwei Schwertlilien (zwischen 1920 und 1930)

## Leben
Martel Schwichtenberg besuchte von 1914 bis 1916 das Zeichenlehrerseminar von Lothar von Kunowski an der Kunstgewerbeschule Düsseldorf unter Wilhelm Kreis. 1915 debütierte sie auf einer Ausstellung in Hagen, wo sie ab Herbst 1916 lebte und durch Karl Ernst Osthaus die Künstler Christian Rohlfs, Milly Steger und Henry van de Velde kennenlernte. Im Folkwang-Museum Hagen studierte sie Werke der damaligen Avantgarde, etwa Paul Cézanne, Paul Gauguin, Vincent van Gogh, Henri Matisse, die Brücke-Maler und die des Blauen Reiters, vermutlich auch die Sammlung der Reklamedrucksachen von Osthaus. 1917 zurückgekehrt nach Hannover wurde sie Mitarbeiterin des Architekten Bernhard Hoetger, mit dem gemeinsam sie die Entwürfe für die geplante TET-Stadt der Bahlsen-Werke ausarbeitete. Die Pläne wurden nie in die Realität umgesetzt, doch Martel Schwichtenberg blieb auch in den Folgejahren für Bahlsen tätig und gestaltete zahlreiche Verpackungen für die Backwaren der Firma. 1928 entwarf sie ein Plakat für Bahlsens Käse-Waffeln.
Während der 1920er Jahre nahm sie künstlerische Einflüsse der expressionistischen Brücke-Grafik in ihr Werk auf. Finanziell einigermaßen abgesichert durch einen Festvertrag mit Bahlsen, richtete sie sich 1920 in Berlin-Charlottenburg ein eigenes Atelier ein, trat dem Deutschen Werkbund und der revolutionären Novembergruppe bei, gab sich selbst den Vornamen Martel nach einer bekannten französischen Cognacmarke und heiratete den Malerkollegen Willy Robert Huth, von dem sie sich aber nach drei Jahren wieder scheiden ließ. 1927 wurde sie Mitglied des Vereins der Berliner Künstlerinnen, dort war sie ab 1928 im Präsidium tätig. 1929 nahm sie an der vom Berliner Verein der Künstlerinnen organisierten Ausstellung „Die Frau von heute“ teil, im selben Jahr zeigte sie ihre Arbeiten in New York und in den Folgejahren in den großen Berliner Galerien, u. a. bei Flechtheim am Lützowufer.
Anfang 1933 emigrierte sie aus Deutschland nach Südafrika. Trotz der geografischen Entfernung arbeitete sie weiterhin auf Honorarbasis für die Bahlsenwerke, bekam einen großen Auftrag für Wandgemälde im Haus des Rundfunks in Johannesburg und hielt ihre Impressionen in Hunderten von Aquarellen fest. Sechs Jahre später endete der afrikanische Traum auf tragische Weise: Ein Brand verwüstete 1938 Schwichtenbergs Wohnhaus und Atelier mitsamt etwa 400 dort gelagerter Arbeiten, und bei einem privaten Besuch in München wurde sie vom Kriegsausbruch überrascht, so dass eine erneute Ausreise nicht mehr möglich war. Die Malerin lebte fortan im Schwarzwald, lebte zeitweilig in einem Sanatorium in Glotterbad, kämpfte mit ihren Depressionen und ihrer Alkoholsucht, erkrankte schließlich an Krebs und starb kurz nach Ende des Krieges.

## Autobiographie
Kurz vor ihrem Tod schrieb Schwichtenberg 1944 in Laufen ein telegrammstilartig verfasstes Manuskript (unter dem Titel «Mein Leben»), gedacht als Unterlage für eine Biographie von Hans Hildebrandt.

## Ehrungen

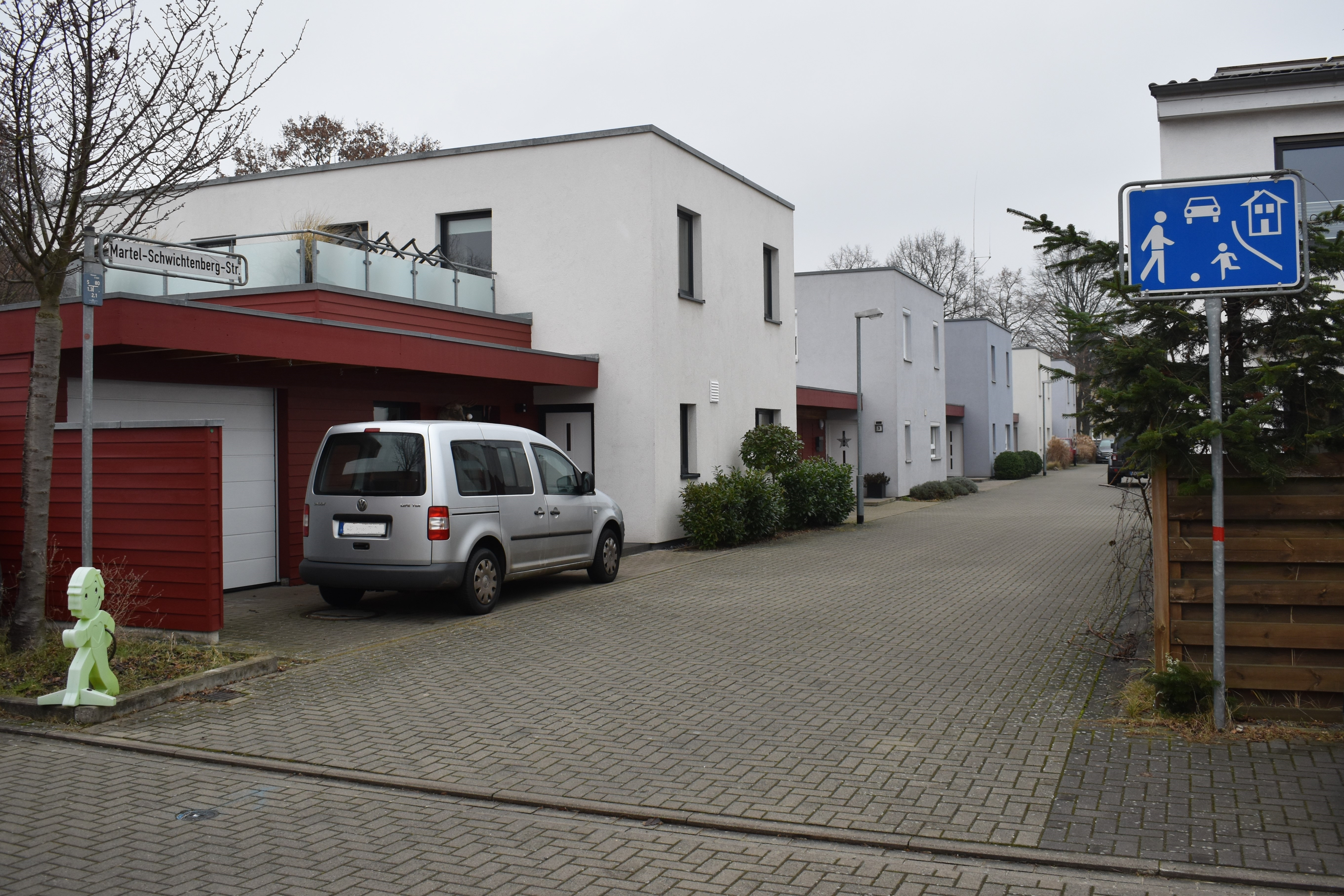
Martel-Schwichtenberg-Straße in Hannover-Seelhorst

- In Hannover im Stadtteil Seelhorst ist seit 2009 die Martel-Schwichtenberg-Straße nach der Künstlerin benannt.[3]